# Јушићи (Матуљи)
Јушићи су насељено место у саставу општине Матуљи у Приморско-горанској жупанији, Република Хрватска.

## Историја
До територијалне реорганизације у Хрватској налазили су се у саставу старе општине Опатија.

## Становништво
На попису становништва 2011. године, Јушићи су имали 861 становника.

## Попис1991.
На попису становништва 1991. године, насељено место Јушићи је имало 651 становника, следећег националног састава:
| Попис 1991.‍  | Попис 1991.‍  | Попис 1991.‍ | Попис 1991.‍ | Попис 1991.‍ |
| ------------ | ------------ | ----------- | ----------- | ----------- |
|              |              |             |             |             |
| Хрвати       | Хрвати       |             | 567         | 87,09%      |
| Словенци     | Словенци     |             | 21          | 3,22%       |
| Срби         | Срби         |             | 17          | 2,61%       |
| Југословени  | Југословени  |             | 16          | 2,45%       |
| Италијани    | Италијани    |             | 5           | 0,76%       |
| Муслимани    | Муслимани    |             | 5           | 0,76%       |
| неопредељени | неопредељени |             | 12          | 1,84%       |
| регион. опр. | регион. опр. |             | 5           | 0,76%       |
| непознато    | непознато    |             | 3           | 0,46%       |
| укупно: 651  |              |             |             |             |